# Hyladaula claviformis
Hyladaula claviformis är en fjärilsart som beskrevs av Edward Meyrick 1931. Hyladaula claviformis ingår i släktet Hyladaula och familjen äkta malar. Inga underarter finns listade i Catalogue of Life.